# 圓柏
圓柏（學名：Juniperus chinensis），又称真柏、桧柏，是柏科刺柏属的常绿乔木，高可达20米，寿命可长达数百年。其年輕葉為刺状，但随着生长，叶片成为鳞状。桧柏原产于中国、蒙古、日本、台灣、朝鮮半島及俄羅斯東南部等國家。
圓柏木材耐腐蚀，有芳香，细致，可制作工艺品；其枝叶可以提取挥发性的精油杜松油；也适合作为绿化树。抗憂鬱、解毒、利尿劑、清腸劑。幫助身體去除毒素和寄生蟲。減輕痙攣，改善關節炎，減少橘皮組織。注意：懷孕期間不宜使用。有腎臟問題的人也不宜使用。

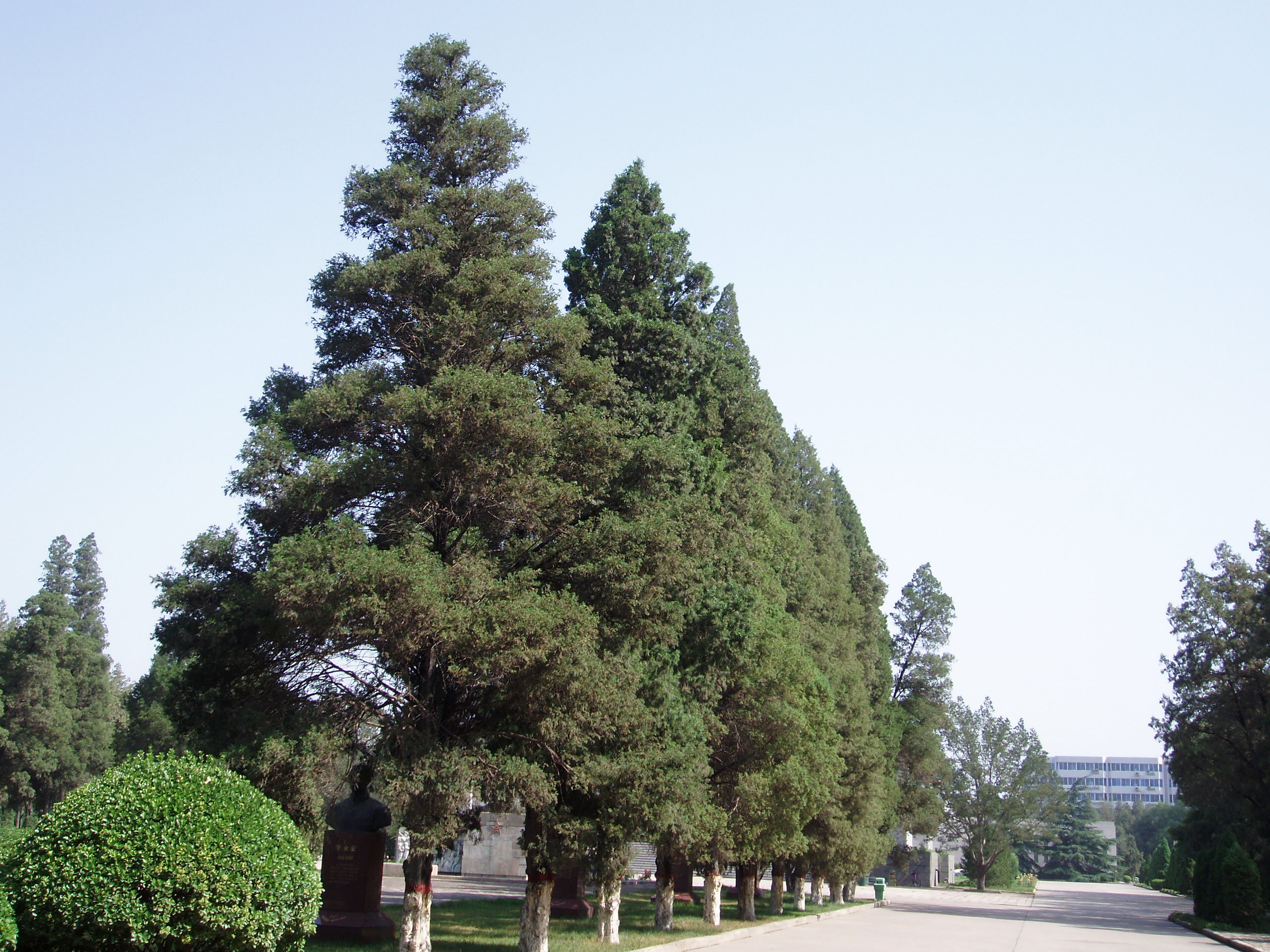

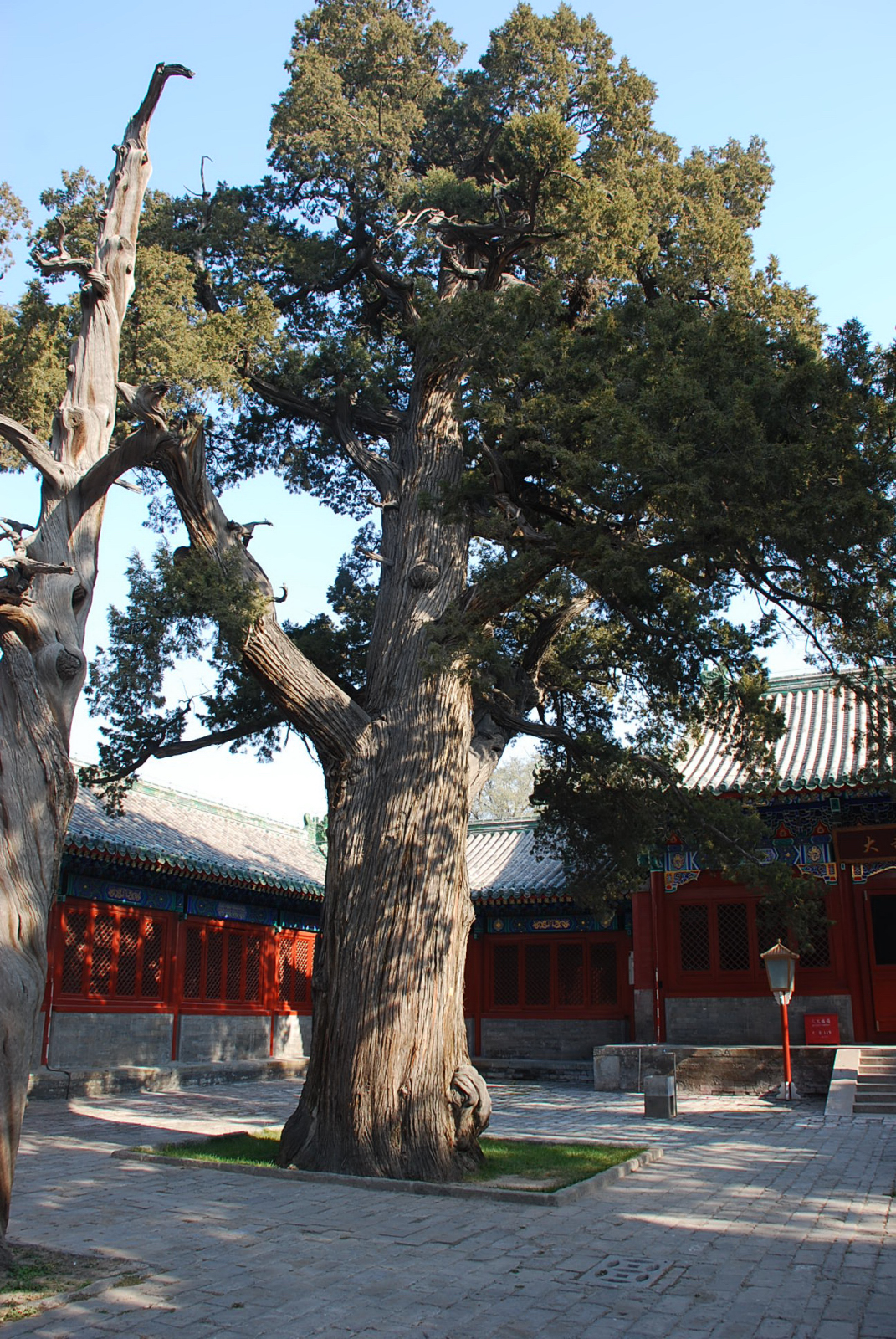
北京国子监内的桧柏

用途多樣，可作為利尿劑，可抗發炎和解除充血，有助於調解血糖含量。對於治療氣喘、膀胱感染、液體滯留、痛風、肥胖和前列腺疾病很有幫助。

## 變種
圓柏变种龙柏（S. c. var. kaizuca）树型扭曲，幼树如同绿色火苗，叶也不再变成刺状，但如果用种子繁殖，很快就变回普通桧柏的模样。

## 外部連結
- 圓柏 Yuanbai （页面存档备份，存于） 藥用植物圖像資料庫 (香港浸會大學中醫藥學院) （繁體中文）（英文）